# Trisilan
Trisilan ist eine chemische Verbindung aus der Gruppe der Silane, die Struktur ist analog zum Kohlenwasserstoff Propan. Wegen der Kürze der Kette gibt es wie beim Propan keine Isomere.

## Gewinnung und Darstellung
Trisilan kann durch Reaktion von Octachlortrisilan mit Lithiumaluminiumhydrid oder durch Pyrolyse von Disilan gewonnen werden.
{\displaystyle \mathrm {Si_{3}Cl_{8}+2\ LiAlH_{4}\longrightarrow Si_{3}H_{8}+2\ LiCl+2\ AlCl_{3}} }
Es kann ebenso wie die übrigen Silane auch durch Fraktionierung von Rohsilan isoliert werden, das bei der Säurezersetzung von Magnesiumsilicid oder durch Einwirkung elektrischer Entladungen auf Monosilan entsteht.
{\displaystyle \mathrm {Mg_{2}Si+\ 4H^{+}\ \longrightarrow \ Si_{n}H_{2n+2}} }

## Eigenschaften
Trisilan ist eine farblose, äußerst oxidationsempfindliche, selbstentzündliche Flüssigkeit mit hohem Dampfdruck, was die Gefahr der Bildung explosiver Gemische mit Luft bedeutet. Synthese und Handhabung dieser Verbindung muss daher unter einem inerten Schutzgas wie Argon oder Stickstoff in einer Glovebox oder mittels Schlenktechnik erfolgen. Die Verbindung kristallisiert bei −143 °C in der monoklinen Raumgruppe I2/c (Raumgruppen-Nr. 15).

## Verwendung
Trisilan wird zur chemischen Gasphasenabscheidung von Silicium und von Siliciumnitrid bei tiefen Temperaturen verwendet. Außerdem dient die Verbindung als Präkursor zur Abscheidung von Siliciumschichten aus flüssigen Siliciumtinten. Mögliche Anwendungen dieser Siliciumtinten in der Halbleiterindustrie werden intensiv untersucht.